# Рудолф фон Урбан
Рудолф фон Урбанчич (на немски: Rudolf von Urbantschitsch) е австрийски лекар, психиатър и психоаналитик.

## Биография
Роден е на 28 април 1879 година във Виена, Австро-Унгария. Израства в аристократично католическо семейство. Първоначално завършва Vienna Theresianum през 1898 г., а след това учи медицина и става асистент на Карл фон Ноорденс.
Урбанчич отваря болница за аристократите известна като Котидж Санаториум. През 1907 г. Фриц Вителс, който работи там, запознава Урбанчич с виенските си колеги психоаналитици. На следващата година той представя ръкопис озаглавен „Meine Entwicklungsjahre bis zur Ehe“ („От моя пубертет до сватбата ми“) и става член на Психологическото общество на срядата. Остава в него до 1914 г. Някои от пациентите на Фройд, като Сергей Панкеев, са били настанени в Котидж Санаториум.
Шест години по-късно Урбанчич губи директорския си пост в болницата и по препоръка на Фройд започва обучителна анализа с Пол Федерн, а след това и с Шандор Ференци в Будапеща. Много от действията на Урбанчич спомагат за вулгаризиране на откритията на психоанализата. Наред с това и неговите любовни афери, две от които завършват със самоубийства, допринасят за отхвърляне на молбата му за подновяване на членството му във Виенското психоаналитично общество през 1924 г.
През 1936 г. Урбанчич заминава за САЩ и започва работа в Лос Анджелис като психотерапевт. На следващата година се премества в Сан Франциско, а през 1941 г. и в Кармел. Това често местене е свързано и с факта, че неговата работа е смятана от Ернст Симел и Лосанджелиската група по психоанализа за непсихоаналитична във фройдистки смисъл на думата.
Умира на 18 декември 1964 година в Кармел на 85-годишна възраст.
Баща му е отологът Виктор Урбанчич. Той е баща на дизайнерката на костюми и сценография Елизабет Урбанчич, дядо на сина на Елизабет, актьора Кристоф Валц, и чичо на композитора и диригент Виктор Урбанчич.

## Кратка библиография
- Urbantschitsch, Rudolf von. (1924). Psychoanalyse: Ihre bedeutung und ihr einfluss auf jugenderziehung, kinderaufklärung, berufsund liebeswahl. Vienna-Leipzig: M. Perles.
- Urbantschitsch, Rudolf von. (1928). Psychoanalysis for all. London: C. S. Daniel.
- Urbantschitsch, Rudolf von. (1958). Myself not least; a confessional autobiography of a psychoanalyst and some explanatory history cases. London: Jarrolds.